# Linjeknippe

Några av de oändligt många linjerna i det linjeknippe som skär varandra i punkten.

Ett linjeknippe betecknar inom geometrin mängden av alla linjer som antingen skär varandra i samma punkt eller mängden av alla linjer som är inbördes parallella. Begreppet används främst inom projektiv geometri och närbesläktade områden.
Vid centralprojektion avbildas knippen av parallella linjer på knippen som skär varandra i en flyktpunkt eller på ett knippe linjer parallella med horisonten.
Vid inversion avbildas linjeknippet genom inversionspunkten på sig själv, medan övriga linjeknippen avbildas på koaxiala cirklar genom inversionscentrum.